# Vítězslav Lavička
Vítězslav Lavička (* 30. April 1963 in Pilsen) ist ein ehemaliger tschechischer Fußballspieler und derzeitiger Fußballtrainer.

## Spielerkarriere
Vítězslav Lavička spielte in seiner Jugend für Škoda Pilsen. Beim damaligen Zweitligisten schaffte er schon mit 16 Jahren den Sprung in die Herrenmannschaft. Anfang 1983 wechselte der Mittelfeldspieler zu Sparta Prag, von wo er 1985 zu RH Cheb ging um seinen Wehrdienst zu absolvieren, und 1987 wieder zurückkehrte. In der Saison 1989/90 spielte er kurzzeitig für Spartak Hradec Králové, ehe er erneut nach Prag zurückkehrte.
1992 wechselte er zum Stadtrivalen FC Bohemians Prag, seine Karriere ließ er von 1994 bis 1996 bei SK Chrudim in der 3. Liga ausklingen. Insgesamt absolvierte Lavička 198 Spiele in der 1. Tschechoslowakischen Liga und schoss 26 Tore. Während seiner Zeit bei Sparta Prag gewann Lavička insgesamt sieben Meistertitel und hatte eine denkwürdige Saison in der Champions League.

## Trainerkarriere
1997/98 übernahm Vítězslav Lavička den SK Chrudim in der 2. Liga, ging aber schon in der Winterpause als Assistenztrainer zu Sparta Prag, wo er vier Meistertitel in Folge gewann. Im April 2002 trennte sich Sparta von seinem damaligen Trainer Jaroslav Hřebík und Lavička wurde Cheftrainer. Das Ziel, den Titel zu gewinnen konnte er nicht realisieren, sein Vertrag wurde nicht verlängert. Er nahm das Angebot von Viktoria Žižkov an. Die Mannschaft spielte lange Zeit um den Titel mit, wurde am Ende aber nur Dritter. Anfang September 2003 wurde er nach nur zwei Siegen in sechs Spielen entlassen.
Im Januar 2004 wurde er zusammen mit Stanislav Griga Trainer bei Slovan Liberec. Als Griga nach Saisonende 2004/05 zurücktrat, betreute Lavička die Mannschaft alleine und gewann mit ihr 2005/06 die Tschechische Meisterschaft. Nachdem Slovan Liberec 2006/07 die Teilnahme am Europapokal verpasst hatte, trat Lavička zurück und trainierte in der Saison 2007/08 die tschechische U21-Auswahl.
Zu Beginn der Saison 2008/09 übernahm Lavička zum zweiten Mal nach 2002 Sparta Prag. Er wurde dort allerdings Ende September 2008 schon wieder entlassen. Anfang Februar 2009 trat er dann die Nachfolge des gefeuerten John Kosmina beim Sydney FC in Australien an. Er führte das Team in seiner ersten Saison direkt zum Gewinn der australischen Meisterschaft. Nach zwei weiteren Spielzeiten, in denen Sydney nicht mehr an die Erfolge von Lavičkas erster Saison anknüpfen konnte, gab der Verein im Februar 2012 bekannt, dass der zum Saisonende auslaufende Vertrag von Lavička nicht mehr verlängert wird.

### Erfolge
- Tschechischer Meister 2006 mit Slovan Liberec
- Australischer Meister 2010 mit dem Sydney FC
- Tschechischer Meister 2014 mit Sparta Prag